# Ráczné Földi Judit
Földi Judit (2023-ig Ráczné Földi Judit, Székesfehérvár, 1982. augusztus 9. –) magyar közgazdász, politikus, 2023. március 6. óta a Demokratikus Koalíció (DK) országgyűlési képviselője. 

## Élete
2000-ben érettségizett a Velinszky László Gimnáziumban. 2009-ben végzett a Pannon Egyetemen közgazdász szakon.
2013 óta Demokratikus Koalíció tagja.
2015 és 2023 között Székesfehérvár önkormányzati képviselője.
2021-ben az ellenzéki előválasztáson Márton Rolandtól vereséget szenvedett Fejér megyei 1. sz. országgyűlési egyéni választókerületében.
2023. március 6-án az ellenzéki listáról szerzett országgyűlési mandátumot az elhunyt Kordás László helyett.
2023. július 31. óta egy a magánéletében bekövetkezett változás miatt elhagyta férje nevét, és csak Földi Judit a neve.